# Sicardius longicornis
Sicardius longicornis – gatunek chrząszcza z rodziny sprężykowatych i podrodziny Prosterninae. Jedyny gatunek monotypowego rodzaju Sicardius.

## Występowanie
Gatunek jest endemitem Madagaskaru.